# 2442 Corbett
2442 Corbett este un asteroid din centura principală, descoperit pe 3 octombrie 1980, de Zdeňka Vávrová.